# Mação
Mação là một huyện thuộc tỉnh Santarém, Bồ Đào Nha. Huyện này có diện tích 400 km², dân số thời điểm năm 2001 là 8442 người.